# Juan José Porto
Juan José Porto Rodríguez (Granada, 1945) es un guionista, productor y director de cine 
español.

## Biografía

### Carrera periodística
En sus inicios fue periodista, trabajando en los diarios franquistas El Alcázar, Arriba y Patria. En 1976 fue nombrado director de La Voz de Almería, aunque estuvo poco tiempo al frente de esta publicación. Sería el último director del diario granadino Patria, antes de su desaparición. Posteriormente pasó a dirigir El Defensor de Granada, de nueva creación —fue fundado en 1983—, y más adelante participaría en la fundación de un periódico gratuito, el Mediodía Express, que acabó siendo un fracaso.

### Trayectoria cinematográfica
Porto se inició en el cine español mediada la década de los 70. Colaboró en varios largometrajes con el actor y director especializado en el género terrorífico Paul Naschy (Jacinto Molina). Porto participó en el guion de Todos los gritos del silencio (1975), El transexual (1977) y El francotirador (1977), protagonizadas por Naschy, a quien dirigiría posteriormente en  El último guateque II (1988). También participó como productor 
ejecutivo en El huerto del francés (1978), dirigida y protagonizada por Naschy.
Como realizador, Porto obtendría su mayor éxito con El último guateque (1978), una crónica de la juventud española de los años 60 entre nostálgica y sentimental. Ante su éxito de público, Porto reincidiría en temas similares en posteriores películas, como El curso en que amamos a Kim Novak (1980) -en la que tuvieron uno de sus primeros papeles importantes las actrices Kiti Mánver y Cecilia Roth-, Crónicas del bromuro (1980), con Miguel Ayones y Paco Maldonado, entre otros intérpretes, o la ya mencionada continuación de El último guateque. También probaría suerte en otros géneros, como el terror -en Morir de miedo (1980) y Regreso del más allá (1982)- el melodrama -Las trampas del matrimonio (1982)- o la comedia erótica -El violador violado (1983)-.
Mediada la década de los 80, la política cinematográfica adoptada por Pilar Miró, nombrada por el gobierno socialista de Felipe González, redujo el volumen de la producción española en aras de una supuesta mayor calidad, y realizadores como Porto pasaron a trabajar de manera más intermitente o abandonaron el cine. El trabajo de Porto se espaciaría más desde entonces y películas como La hermana, con Fernando Fernan-Gómez y Silvia Tortosa, apenas llegaron a exhibirse. En 2002, Juan José Porto adaptó para el cine El florido pensil, película estrenada en 2002.

## Filmografía parcial
- Todos los gritos del silencio (1975) (guionista y autor del argumento)
- La cruz del diablo (1975) (guionista)
- El transexual (1977) (guionista)
- El francotirador (1977) (guionista)
- El huerto del francés (1978) (productor ejecutivo)
- El último guateque (1978) (director)
- El hombre que yo quiero (1978) (guionista y director)
- Morir de miedo (1980) (guionista y director)
- El curso en que amamos a Kim Novak (1980) (guionista y director)
- Crónicas del bromuro (1980) (guionista y director)
- Regreso del más allá (1982) (guionista y director)
- Las trampas del matrimonio (1982) (guionista y director)
- El violador violado (1983) (director)
- El último guateque II (1988) (guionista y director)
- Dos hombres y una mujer (1994) (guionista y director)
- La hermana (1997) (director)
- El florido pensil (2002) (guionista y director)

## Premios
Medallas del Círculo de Escritores Cinematográficos
| Año  | Categoría                | Labor premiada                  | Resultado |
| ---- | ------------------------ | ------------------------------- | --------- |
| 1971 | Mejor labor periodística | Trabajos en El Alcázar y Pyresa | Ganador   |